# Logaritmo naturale

Grafico di y=ln(x)

Il logaritmo naturale (o logaritmo neperiano) è il logaritmo in base e, dove {\displaystyle e} è uguale a {\displaystyle 2{,}71828\ldots } Il logaritmo naturale è definito per tutte le {\displaystyle x} reali e positive, ma anche per i numeri complessi diversi da zero.

## Definizione
Se la funzione esponenziale è stata definita usando una serie infinita, il logaritmo naturale può essere definito come la sua funzione inversa, intendendo che {\displaystyle \ln(x)} è il numero per cui {\displaystyle e^{\ln(x)}=x}. Dal momento che il dominio della funzione esponenziale include tutti i numeri reali positivi e poiché la funzione esponenziale è strettamente crescente, questa è definita per tutte le {\displaystyle x} reali positive.
In alternativa è possibile definire il logaritmo come segue: il logaritmo naturale di {\displaystyle a} è l'area sottesa dal grafico di {\displaystyle 1/x} da {\displaystyle 1} ad {\displaystyle a}. In altre parole, è il valore dell'integrale
{\displaystyle \ln(a)=\int _{1}^{a}{\frac {1}{x}}\,dx,\quad \quad {\text{ per ogni }}a>0.}
Questo definisce il logaritmo perché soddisfa la proprietà fondamentale dei logaritmi:
{\displaystyle \ln(ab)=\ln(a)+\ln(b).}
Questo può essere dimostrato definendo {\displaystyle t=x/a} e mediante la regola della sostituzione degli integrali, come segue:
{\displaystyle \ln(ab)=\int _{1}^{ab}{\frac {1}{x}}\;dx=\int _{1}^{a}{\frac {1}{x}}\;dx\;+\int _{a}^{ab}{\frac {1}{x}}\;dx=\int _{1}^{a}{\frac {1}{x}}\;dx\;+\int _{1}^{b}{\frac {1}{t}}\;dt=\ln(a)+\ln(b).}
Il numero {\displaystyle e} può essere definito come l'unico numero reale {\displaystyle a} tale che {\displaystyle \ln(a)=1.}

## Convenzioni
- In matematica si è soliti utilizzare la scrittura "{\displaystyle \log(x)}" per intendere {\displaystyle \log _{e}(x);} altrimenti si è soliti specificare la base nella scrittura (ad esempio {\displaystyle \log _{10}(x)} è il logaritmo in base {\displaystyle 10} di {\displaystyle x}).[2][3][4][5][6]
- In ingegneria, biologia e altre scienze generalmente si scrive "{\displaystyle \ln(x)}" o (raramente) "{\displaystyle \log _{e}(x)}" per intendere il logaritmo naturale di {\displaystyle x}, mentre si scrive "{\displaystyle \log(x)}" per intendere {\displaystyle \log _{10}(x).}
- In alcuni testi della fine del XX secolo, il logaritmo in base 10 veniva scritto con l'iniziale maiuscola e sottintendendo la base: {\displaystyle \mathrm {Log} }[1].
- Nei più comuni linguaggi di programmazione, tra cui C, C++, Fortran, e BASIC, "log" o "LOG" sottintendono il logaritmo naturale.
- Nelle calcolatrici il logaritmo naturale è "ln", mentre "log" è il logaritmo in base {\displaystyle 10}.
- Nel campo dell'analisi asintotica della complessità degli algoritmi, per {\displaystyle \log(N)} si sottintende il logaritmo in base 2 di {\displaystyle N.}

## La funzione inversa dell'esponenziale in basee
La funzione logaritmo è la funzione inversa della funzione esponenziale, quindi si ha che:
{\displaystyle e^{\ln(x)}=x,\quad } per tutte le {\displaystyle x} positive e
{\displaystyle \ln(e^{x})=x,\quad } per tutte le {\displaystyle x} reali.
In altre parole, la funzione logaritmo è la corrispondenza biunivoca dall'insieme di numeri reali positivi all'insieme di tutti i numeri reali. Nello specifico, è un isomorfismo da un gruppo di numeri reali positivi sotto moltiplicazione al gruppo dei numeri reali sotto addizione.
I logaritmi possono essere definiti per una qualsiasi base reale strettamente positiva e diversa da {\displaystyle 1}, non solo {\displaystyle e}, inoltre possono essere utili nella risoluzione di equazioni in cui l'incognita appare all'esponente di una qualsiasi quantità.

## Derivata
La derivata della funzione logaritmo naturale è data da
{\displaystyle {\frac {d}{dx}}\ln(x)={\frac {1}{x}}.}

## Serie comuni
La serie di Taylor centrata in {\displaystyle 0} del logaritmo naturale è:
{\displaystyle \ln(1+x)=\sum _{n=1}^{\infty }{\frac {(-1)^{n-1}}{n}}x^{n},\quad {\text{ per }}-1<x\leq 1.}
Utilizzando l'identità
{\displaystyle \ln x=\operatorname {artanh} \,\left({\frac {x^{2}-1}{x^{2}+1}}\right),\quad {\text{ per }}x>0,}
e sostituendo {\displaystyle {\frac {x^{2}-1}{x^{2}+1}}} nella serie di Taylor dell'arcotangente iperbolica si ottiene
{\displaystyle \ln x=\sum _{n=0}^{\infty }{\frac {1}{2n+1}}\left({\frac {x^{2}-1}{x^{2}+1}}\right)^{2n+1},\quad {\text{ per }}x>0.}
Applicando la trasformazione binomiale alla serie di Taylor si ottiene la seguente serie, valida per ogni {\displaystyle x} con valore assoluto maggiore di {\displaystyle 1}:
{\displaystyle \ln {x \over {x-1}}=\sum _{n=1}^{\infty }{1 \over {nx^{n}}}={1 \over x}+{1 \over {2x^{2}}}+{1 \over {3x^{3}}}+\cdots .}
Si noti inoltre che {\displaystyle x \over {x-1}} è la sua stessa funzione inversa, quindi per ottenere il logaritmo naturale di un certo numero {\displaystyle y} è sufficiente sostituire {\displaystyle y \over {y-1}} al posto di {\displaystyle x}.
Una serie esotica dovuta a Bill Gosper è la seguente:
{\displaystyle {\frac {1}{\ln x}}={\frac {1}{x-1}}+\sum _{n=1}^{\infty }{\frac {2^{-n}}{1+x^{2^{-n}}}},{\text{ per }}x>0.}
Un altro procedimento per la stima di {\displaystyle \ln(x)} è fornito dall'algoritmo Newton-Raphson: {\displaystyle y=\ln(x)} è la soluzione dell'equazione {\displaystyle e^{y}-x=0}, che partendo da una approssimazione arbitraria {\displaystyle y_{0}}, si può ottenere iterativamente trovando un'approssimazione successiva, progressivamente più vicina.
{\displaystyle y_{n+1}=y_{n}-{\frac {g(y_{n})}{g'(y_{n})}}=y_{n}-{\frac {e^{y_{n}}-x}{e^{y_{n}}}}=y_{n}-1+{\frac {x}{e^{y_{n}}}}.}
Al posto dell'esponenziazione è possibile sfruttare o la serie di Taylor per l'esponenziale, o il limite fondamentale {\displaystyle \lim _{m\to \infty }\left(1+{\frac {y_{n}}{m}}\right)^{m}} per ottenere risultati algebrici.

## Integrali e regole di integrazione
L'integrale della funzione logaritmo naturale si risolve per parti:
{\displaystyle \int \ln(x)\,dx=x\ln(x)-x+C.}
Il logaritmo naturale è fondamentale per rapide integrazioni di funzioni della forma {\displaystyle g(x)=f'(x)/f(x)} che si traducono nella scrittura {\displaystyle \ln(|f(x)|)}: l'integrale di una derivata fratto la sua funzione è uguale al logaritmo naturale del valore assoluto di quella funzione. Si tratta della diretta conseguenza della regola di derivazione per le funzioni composte, ossia:
{\displaystyle {d \over dx}\left(\ln \left|x\right|\right)={1 \over x}.}
Cioè
{\displaystyle \int {dx \over x}=\ln |x|+C,}
e
{\displaystyle \int {{f^{'}(x) \over f(x)}\,dx}=\ln |f(x)|+C.}

### Esempi
Con quest'ultima regola, è possibile calcolare gli integrali della tangente e della cotangente sfruttando le loro definizioni:
{\displaystyle \int \tan(x)\,dx=\int {\sin(x) \over \cos(x)}\,dx,}
{\displaystyle \int \tan(x)\,dx=\int {-{d \over dx}\cos(x) \over {\cos(x)}}\,dx.}
Da cui ponendo {\displaystyle f(x)=\cos(x)} si ha che {\displaystyle f'(x)=-\sin(x)} e quindi:
{\displaystyle \int \tan(x)\,dx=-\ln {\left|\cos(x)\right|}+C,}
{\displaystyle \int \cot(x)\,dx=\ln {\left|\sin(x)\right|}+C,}
dove {\displaystyle C} è la costante reale arbitraria degli integrali indefiniti.

## Calcolo del logaritmo naturale e cambio di base
Prima della diffusione delle calcolatrici, la formula del cambio di base logaritmica  era necessaria per il calcolo dei logaritmi neperiani, riportandoli su base {\displaystyle 10}. È ancora utile per ottenere l'ordine di grandezza di un numero neperiano (che è appunto una potenza di {\displaystyle 10}):
{\displaystyle \log _{a}x={\frac {\log _{b}x}{\log _{b}a}},}
che diventa:
{\displaystyle \ln x={\frac {\operatorname {Log} x}{\operatorname {Log} e}}.}
Alla fine delle tavole dei logaritmi, la tabella di trasformazione riportava i valori di:
{\displaystyle \operatorname {Log} e=0,43429\ldots }
e
{\displaystyle {\frac {1}{\operatorname {Log} e}}=2{,}30258\ldots .}